# 翼賛議員同盟
翼賛議員同盟（よくさんぎいんどうめい）は、昭和時代に存在した衆議院の院内会派（1941年9月2日 - 1942年5月19日）。

## 概説
1940年の大政翼賛会の結成によって既成の政党は全て解党され、12月20日には翼賛会の下に衆議院統一会派である衆議院倶楽部（435名）が結成された。しかし翌1941年の第76回帝国議会において衆議院代議士の川崎克や貴族院議員の岩田宙造らの「大政翼賛会違憲論」に抗弁し切れなくなった近衛文麿首相によって大政翼賛会の機構組織は縮小され、平沼騏一郎内務大臣によって「政治結社」の大政翼賛会は「政事結社」ではなく「公事結社」であると規定されたため、一切の政治活動を禁じられ、衆議院倶楽部は解散を余儀なくされた。それによって全ての衆議院議員が無所属議員となってしまったために、衆議院は大混乱に陥った。
一方、近衛側近の前司法大臣風見章は元鉄道大臣前田米蔵と図って、貴族院議員である近衛首相を長とする貴族院・衆議院合同の会派結成を模索する。ところが、長年政党を嫌悪してきた貴族院の華族議員がこれに反発したために失敗に終わった。このため、前田は自主的な形で院内会派を結成することとして、この結成に当り第76回議会で大政翼賛会の政治性附与に反対した鳩山系の国政調査会員二十一名の加盟を勧奨せぬことに決定、1941年9月2日に衆議院議員326名で翼賛議員同盟を結成し、前田米蔵・永井柳太郎・大麻唯男ら7名を総務に選出した。だが、この動きに反対する鳩山一郎・芦田均・片山哲・尾崎行雄・大野伴睦・林譲治・星島二郎らは同交会、西尾末広・松本治一郎・水谷長三郎・牧野良三・河野一郎・深沢豊太郎・江藤源九郎らは興亜議員同盟を結成してこれに対抗した。
1942年の第21回衆議院議員総選挙においては、翼賛政治体制協議会の中核となって機能したが、選挙後に東條英機首相の意向を受けて、5月20日に解散して他の院内団体を強制的に統合した翼賛政治会を結成した。